# Posag księżniczki Ralu
Posag księżniczki Ralu (rum. Zestrea domniței Ralu) – rumuński film płaszcza i szpady z 1971 roku w reżyserii Dinu Cocei. Piąty film z serii Haiducii.
Bezpośrednia kontynuacja Hajduków kapitana Anghela.

## Fabuła
Po udanym transporcie galbenów z poboru i schwytaniu hajduckiego kapitana Anghela Șaptecaia wołoski hospodar Caragea wysyła swą córkę Ralu do Wiednia, pod opieką jego kuzyna Ianuliego Arnolto, by zakupić biżuterię zmarłej Haricleei Hangerli na lokatę zagrabionych bogactw, których nie oddał osmańskiemu sułtanowi w Stambule. Jednak Ianuli jest podżegany przez matkę do objęcia tronu Wołoszczyzny, wbrew swojej woli. Chce żyć szczęśliwie z żoną Caliopi, o którą jest bardzo zazdrosny i z miłości do niej skrytobójczo zabija wszystkich zalotników w opuszczonej kaplicy, z pomocą byłego skarbnika i bojara Dudescu, obecnie obłąkanego.
Anița będąca na hospodarskim dworze damą w świcie Ralu, odnajduje Răspopitula będącego popem i wspólnie na nowo organizują rozproszonych hajduków. Dzięki temu Anghel wraz z innymi skazańcami zostaje odbity z więzienia. Dowiedziawszy się o wyjedzie Ianuliego z Wiednia do Stambułu i podejrzewając, że to polityczna intryga, Anghel zamiast ścigać Ralu eskortowaną przez Arnautów, dopędza karetę Caliopi i czyni z niej i jej piastunki zakładników. Caliopi została wysłana przez męża do Stambułu z listem, w którym donosi wezyrowi o złodziejstwach hospodara. Ianuli liczy, że wystarczy potem zagrozić ujawnieniem kradzieży, by hospodar uciekł, a tron wpadnie w ręce Ianuliego.
Po wyjeździe Anghela i części hajduków do Bukaresztu, Caliopi przekupuje hajduka Gămana, aby przyniósł list do hospodara, obiecując, że zostanie dobrze wynagrodzony. Jednak w Bukareszcie zostaje złapany przez Arnautów pod zarzutem złodziejstwa i zostaje wtrącony do „Zapomnianego lochu”. Găman przed ukamieniowaniem ze strony współwięźniów zostaje ocalony przez Mamulosa. Otrzymawszy od niego informacji nt. hajduków Mamulos zostaje ułaskawiony przez hospodara i rusza w ślad za Anghelem, Anițą i Parpanghelem kierującymi się do Austrii.
W Wiedniu po zakupie biżuterii Ianuli planuje ją wykraść, ale jego plany udaremnia śledzący go Anghel. Mówi mu, że przetrzymuje Caliopi jako zakładnika i każe mu go włączyć do eskorty Ralu. Anghel przedstawia się jej się jako kapitan Mihnea, w służbie bojara Glogoveanu z Târgu Jiu i zaskarbia sobie sympatię księżniczki. Zatrzymując się w gospodzie, poszukuje biżuterii, ale nakrywa go dowódca eskorty – Zbrențea podejrzliwy wobec niego od samego początku. W porę Ianuli zabija Zbrențeę ratując życie Anghelowi, tylko na wzgląd Caliopi. Wykorzystując przerażenie Ralu śmiercią Zbrenței Anghel znajduje biżuterię, która była ukryta w siodle konia Zbrenței.
Do gospody dociera oddział Mamulosa przyłapujący na Anghela gorącym uczynku. Gdy schwytany Anghel ma zostać rozstrzelany, ratują go Anița i Parpanghel. W Bukareszcie docierają wieści o mających wkroczyć tam wojsk osmańskich. Na widok Turków hospodar i Ralu z biżuterią uciekają w popłochu. W rzeczywistości to hajducy przebrali się za Turków i potem atakują królewski konwój zabijając Arnautów. Dochodzi do walki Anghela z Mamulosem, która kończy się wpadnięciem tego drugiego do wody przy młynie wodnym. Anghel dogania uciekającą Ralu i ku jej rozpaczy biżuteria wpada w ręce hajduków. Wracają oni do siebie świętując sukces.

## Obsada
- Florin Piersic – kapitan Anghel Șaptecai
- Petre Gheorghiu-Dolj – kapitan  Anghel Șaptecai (głos)
- Marga Barbu – Anița
- Constantin Codrescu – Ianuli „Iani” Arnolto
- Aimée Iacobescu – księżniczka Ralu Caragea
- Carmen Maria Strujac – Caliopi Arnolto
- Jean Constantin – Parpanghel
- Toma Caragiu – hajduk Răspopitul
- Nucu Păunescu – hospodar Caragea
- Colea Răutu – Mamulos
- Florin Scărlătescu – Dudescu
- Ioana Ciomârtan – matka Arnolto
- Ileana Buhoci-Gurgulescu – Fira
- Constantin Guriță – hajduk Duduveică
- Tamara Vasilache – piastunka Caliopi
- Mihai Mereuță – hajduk Găman
- Theo Partisch
- Rudolf Chati – wiedeński książę
- Ștefan Tapalagă – mieszkaniec stolicy
- Dorel Iacobescu
- Mihai Badiu – Arnaut
- Vasile Boghiță – hajduk
- Ernest Maftei – hajduk Mitrună
- Petre Gheorghiu-Goe – skazaniec „Temnița uitaților”
- Nicolae Gărdescu – karczmarz Manolache Belivacă
- Mircea Pascu – mieszkaniec stolicy
- Paul Lavric – Johann Gerstenmayer

## Wersja polska
Reżyseria: Izabella Falewiczowa

Wystąpili:
- Tadeusz Wieczorek – kapitan Anghel Șaptecai
- Lidia Korsakówna – Anița
- Jerzy Kamas – Ianuli „Iani” Arnolto[a]
- Jolanta Zykun – księżniczka Ralu Caragea
- Jolanta Wołłejko – Caliopi Arnolto
- Ryszard Markowski – Parpanghel
- Adam Mularczyk – hajduk Răspopitul
- Mieczysław Pawlikowski – hospodar Caragea[b]
- Józef Fryźlewicz – Mamulos
- Marian Friedmann – hajduk Duduveică
- Tadeusz Bartosik – Dudescu

Źródło: 

## Produkcja
Posag księżniczki Ralu został nakręcony latem i jesienią 1970 roku, równocześnie z Hajdukami kapitana Angela i Tygodniem szaleńców. Zdjęcia trwały 8 miesięcy i trwały do pierwszego kwartału 1971 roku; był też okres przerwy, spowodowany chorobą Constantina Codrescu. 
Sekwencje, które miały mieć miejsce w Austrii, kręcono w Pałacu Peleș w Sinai oraz w Sybinie (m.in. kilka sekwencji kręcono w Katedrze Marii Panny, na wewnętrznym dziedzińcu Pałacu Brukenthal i Piața Mică).
Koszty produkcji wyniosły 8,7 mln lei.

### Miejsca kręcenia zdjęć

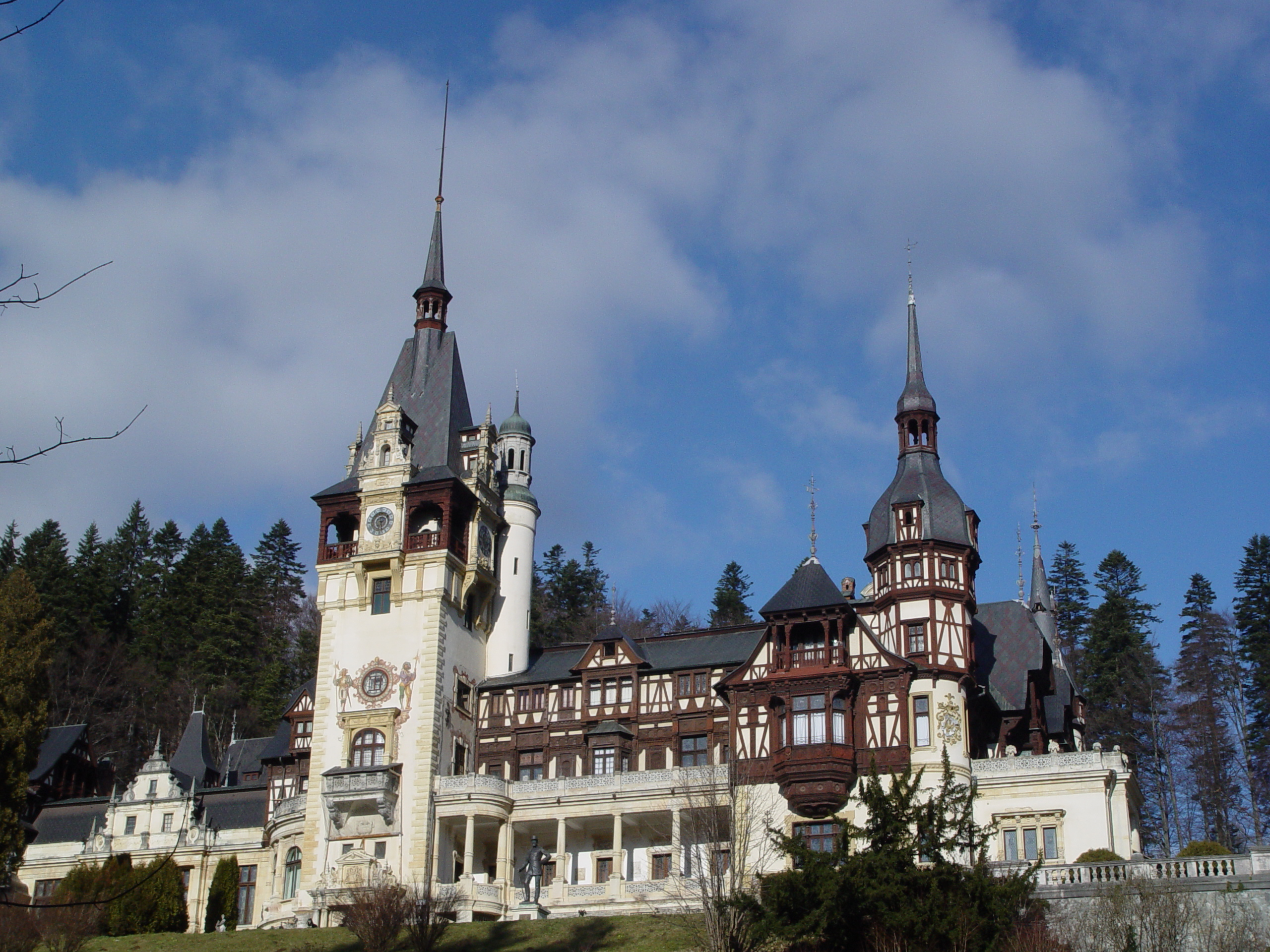
Pałac Peleș
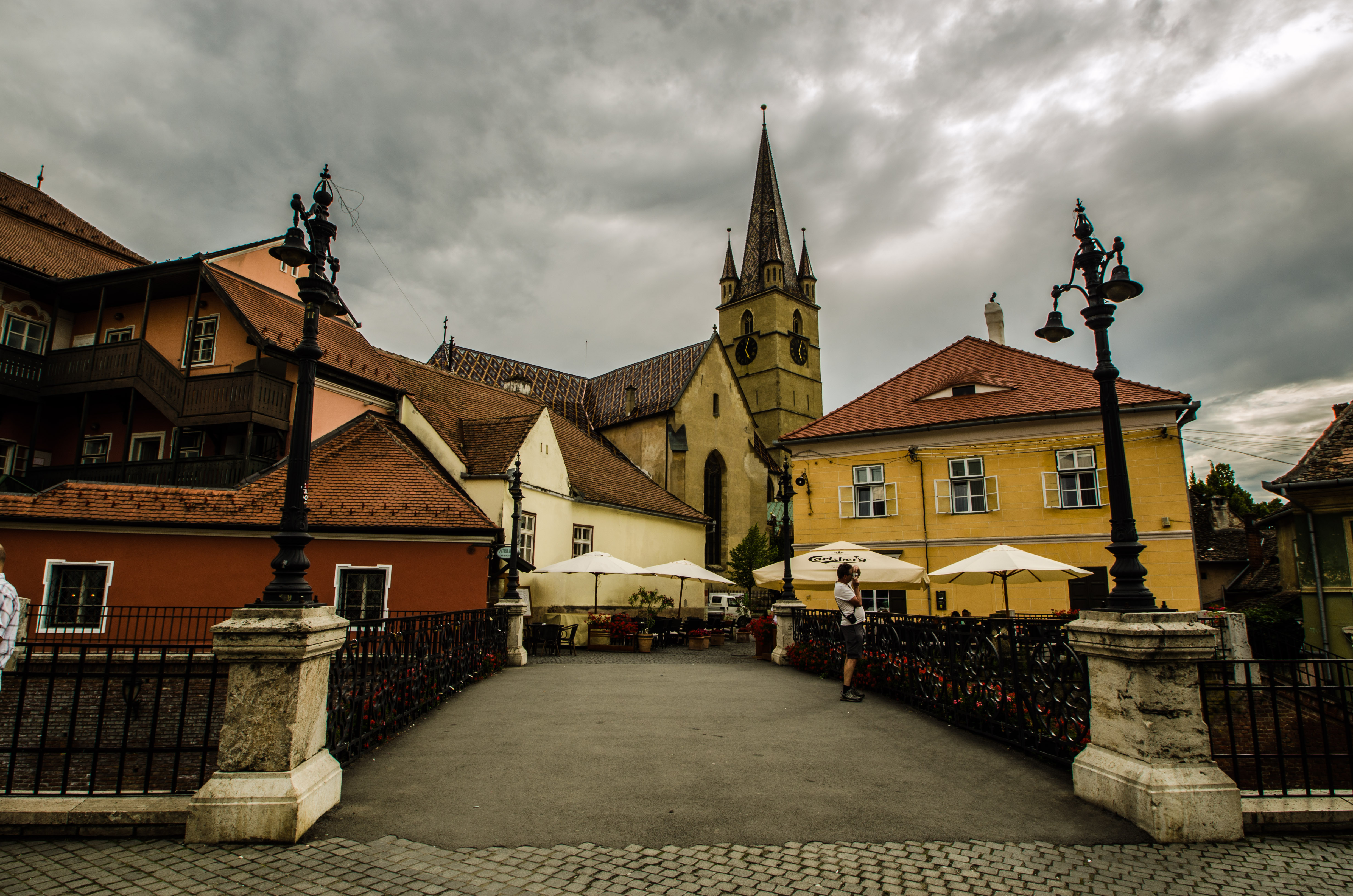
Most Kłamstw i Katedra Marii Panny w Sybinie
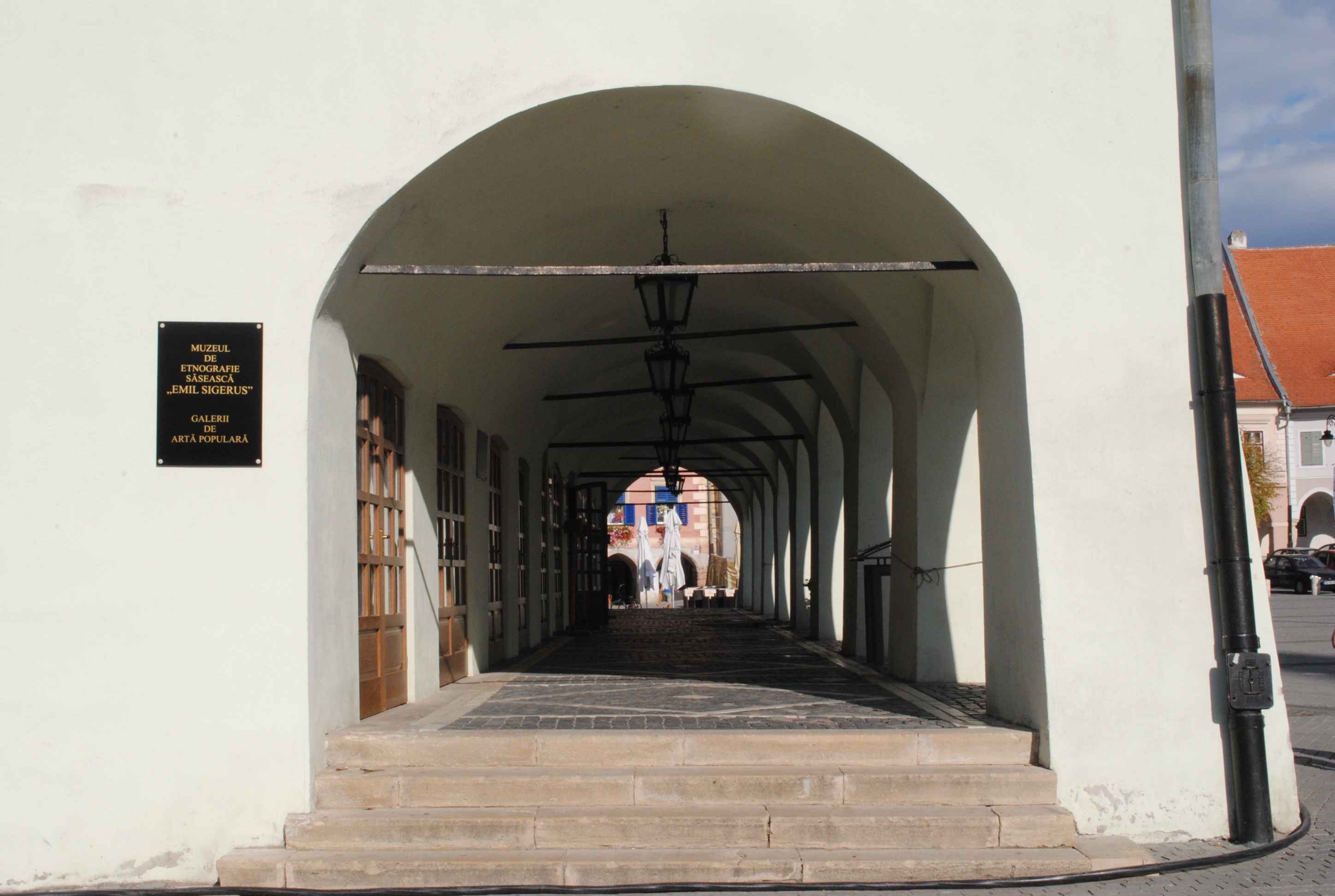
Korytarz z Domu Sztuki w Sybinie
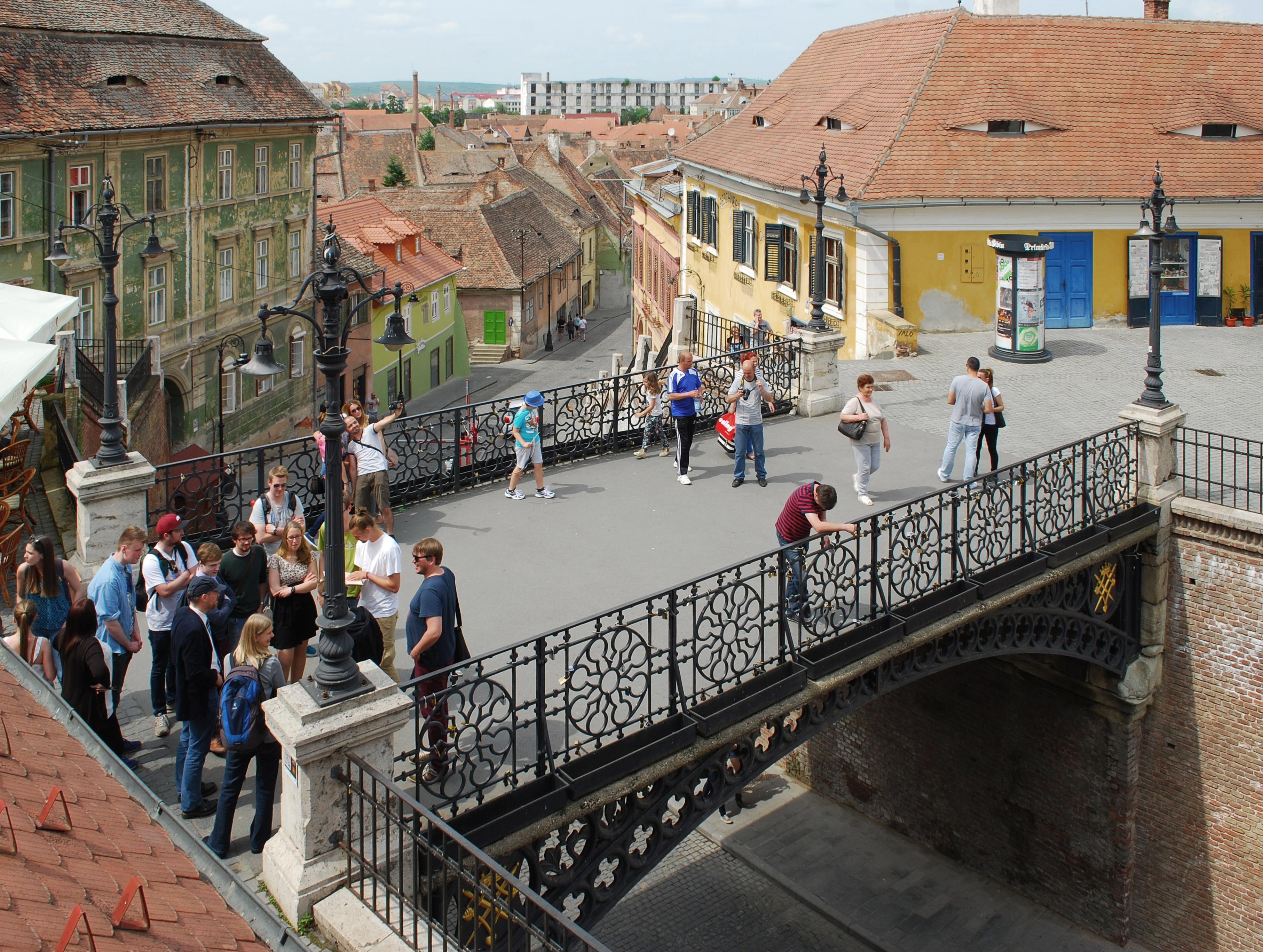
Most Kłamstw w Sybinie
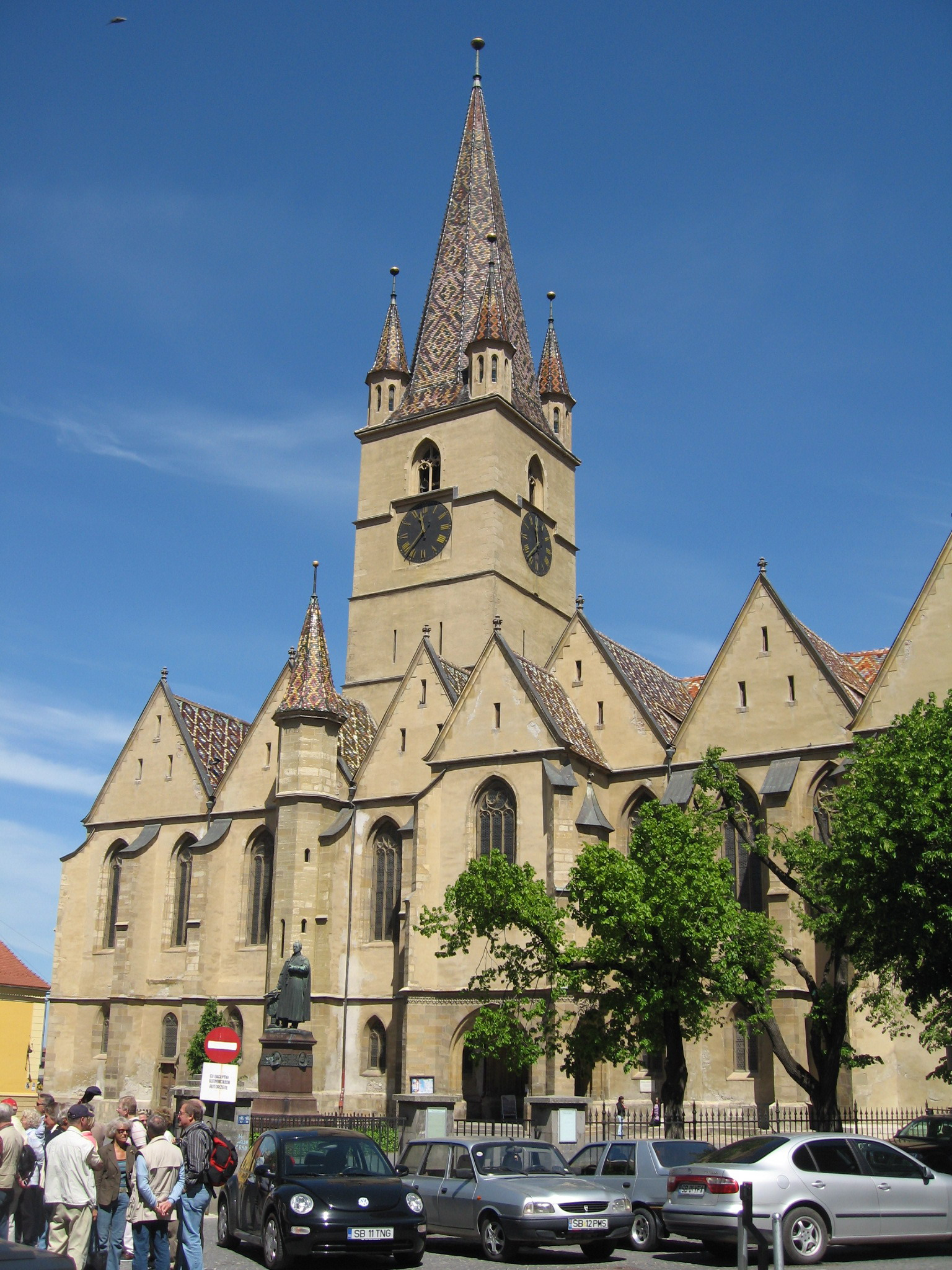
Katedra Marii Panny w Sybinie
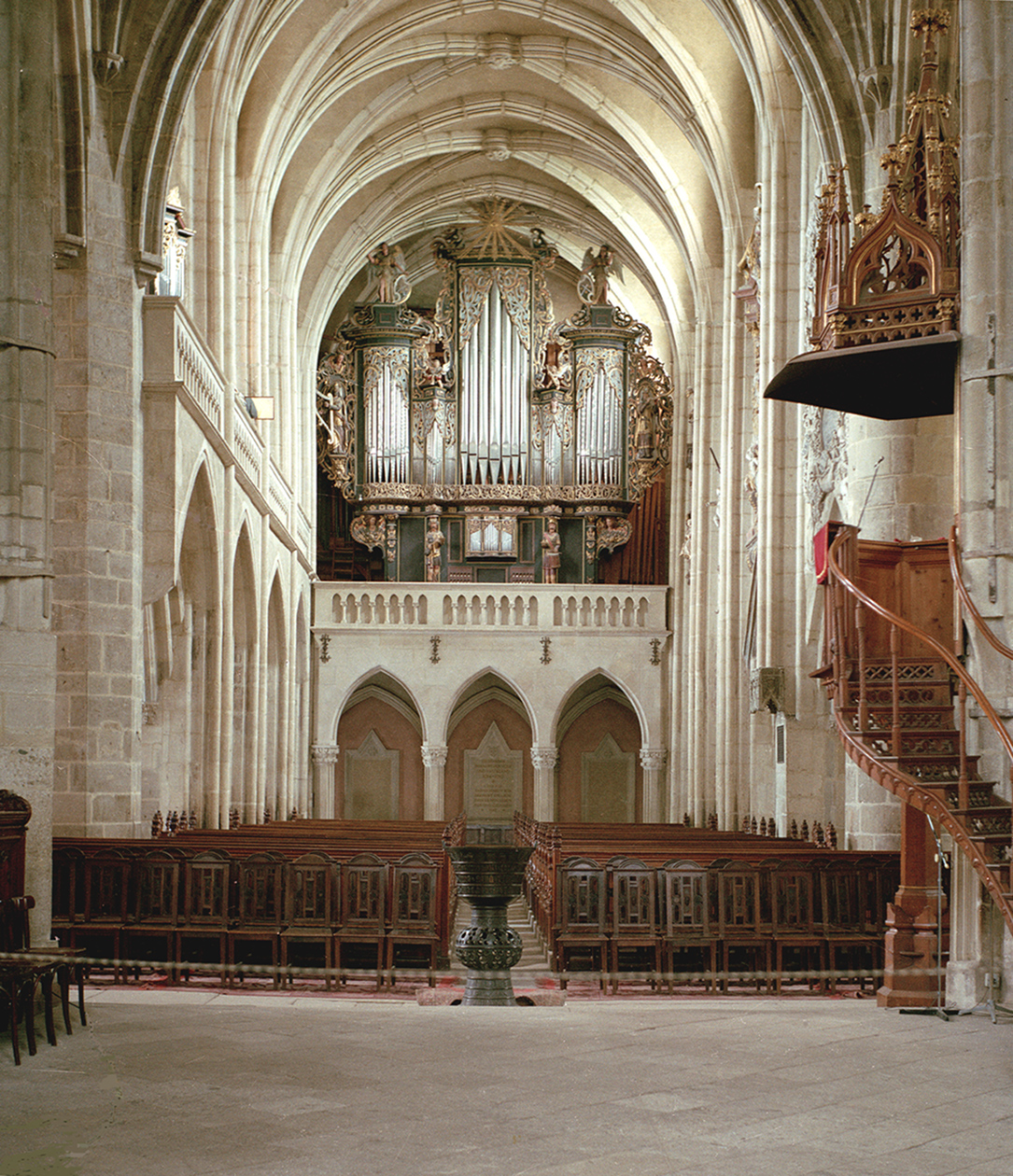
Wnętrze Katedry Marii Panny w Sybinie

## Odbiór
Film Posag panny Ralu odniósł wielki sukces wśród publiczności; w rumuńskich kinach obejrzało go 4,8 mln widzów.
Krytyk Tudor Caranfil przyznał filmowi tylko jedną gwiazdkę na pięć i tak skomentował: „Po schwytaniu żony Ianuliego Anghel wyrusza do Wiednia śladami panny Ralu. Dworskie intrygi i przygody z bezcennymi klejnotami młodej damy jako motywem i obszernymi cytatami z Antona Panna: »Lepiej z niemową niż z językiem«, w których Cocea stara się oczarować swoich wielbicieli żałosnymi ekspresjonistycznymi sekwencjami, jak ukamienowanie zdrajcy pogrążonego w transie, śmieszny dodatek w prymitywnym, awanturniczym kontekście zespołu.”

## Zewnętrzne linki
- Posag księżniczki Ralu w bazie IMDb (ang.)
- Posag księżniczki Ralu w bazie Filmweb